# أبرشية السريان الكاثوليك في بيروت
أبرشية بيروت السريانية الكاثوليكية هي منطقة كنسية تابعة  للكنيسة السريانية الكاثوليكية أو أبرشية الكنيسة الكاثوليكية في لبنان. يوجد بطريرك أنطاكية للسريان الكاثوليك في الأبرشية في الكرسي الأسقفي في بيروت، عاصمة لبنان.

## تاريخ الأبرشية
تأسست عام 1819، بشكل عام، يتولى بطريرك أنطاكية للسريان الكاثوليك إدارة أبرشية بيروت، ولكن يجوز له أيضًا تعيين نائب له في الأبرشية.

## الأساقفة
المطران مار متياس شارل مراد، النائب البطريركي لأبرشية بيروت للسريان الكاثوليك
أبرشية (أساقفة) بيروت
- إفريم رحماني (1890.09.20 - 1894.05.01)، رئيس أساقفة الرها الفخري سابقًا في أوسرهوين للسريان (1887.10.02 - 1890.09.20)؛ لاحقاً أسقف (رئيس أساقفة) حلب للسريان (سوريا) (1894.05.01 – 1898.10.09)، أبرشية (أسقف) ماردين وأميدا للسريان (تركيا) (1898.10.09 – 1929.05.07)، بطريرك أنطاكية من السريان (لبنان) باسم إغناس ديونيسيو إفريم الثاني رحماني ([1898.10.09] 1898.11.28 – الوفاة 1929.05.07)
- الإدارة الرسولية ثيوفيلوس جورج قصاب (2008.02.02 – 2009.01.20) ومتروبوليت حمص للسريان (سوريا) ([1999.05.08] 1999.12.18 – 2013.10.22)

## الروابط الخارجية
- GCatholic الأبرشية السريانية - بيروت